# Hermiona (Szczur)
Ihumenia Hermiona, imię świeckie Katarzyna Szczur (ur. 13 lutego 1964 w Dąbrowie Białostockiej) – jest najmłodszą z dotychczasowych przełożonych monasteru Świętych Marty i Marii na Świętej Górze Grabarce.

## Życiorys
Pochodzi z inteligenckiej rodziny z Nowego Dworu, gdzie proboszczem parafii i budowniczym miejscowej świątyni był dziadek przełożonej, ojciec Mikołaj. W 1971 rodzina przeprowadziła się do Bielska Podlaskiego. Tu przy miejscowej parafii młoda Katarzyna prowadziła katechezę z grupą sześciolatków. Później zainteresowała się działalnością Bractwa Młodzieży Prawosławnej. Uczestniczyła w I Paschalnej Pielgrzymce na Świętą Górę Grabarkę w 1980. Do 1986 pracowała w zarządzie Bractwa. W latach 1983–1986 prowadziła wakacyjne obozy dziecięce i młodzieżowe (np. w monasterze w Jabłecznej i w Bielsku Podlaskim). W roku szkolnym 1986/87 nauczała religii w Bielsku. W lipcu 1987 została nowicjuszką w monasterze na Grabarce. Wcześniej ukończyła studia na Wydziale Pedagogicznym Filii Uniwersytetu Warszawskiego w Białymstoku. Następnie (już jako mniszka) studiowała na Wydziale Dyrygentury Petersburskiej Akademii Duchownej, który ukończyła w 1991.
W marcu 1992 przyjęła postrzyżyny riasoforne, a dwa lata później (9 maja 1994) złożyła śluby zakonne małej schimy. Powierzono jej opiece monasterską kancelarię i chór. Od 1993 pełniła obowiązki zastępcy przełożonej do spraw budowlanych. Przełożoną klasztoru została 29 marca 1995 na mocy dekretu metropolity Bazylego. W 1996 odznaczona została złotym krzyżem. Do godności ihumenii podniesiono ją w maju 1998.